# 内弗尔卡拉
内弗尔卡拉（Neferirkare，希腊语：Νεφερχέρης）是古埃及第五王朝的第三位法老，大約在前25世纪間在位約10年（一說20年）。
他是萨胡拉的弟弟，也是第一個擁有二個王名的法老，修建了自己的金字塔以及幾個神廟。內弗爾卡拉卡凱金字塔本來打算建52米高，後來擴展至大約72米高。其墓內發現現存最早的由僧侶體寫成的文獻。
古代對他的記載形容他是一個仁慈的統治者。

## 註腳
1. 1 2  Leprohon 2013，第39頁.
2. ↑  Clayton 1994，第61頁.
3. ↑  Leprohon 2013，第38頁.
4. ↑  Scheele-Schweitzer 2007，第91–94頁.
5. ↑  [埃]阿•费克里著，《埃及古代史》，高望之等译，商务印书馆1973年版。